# Etéocles

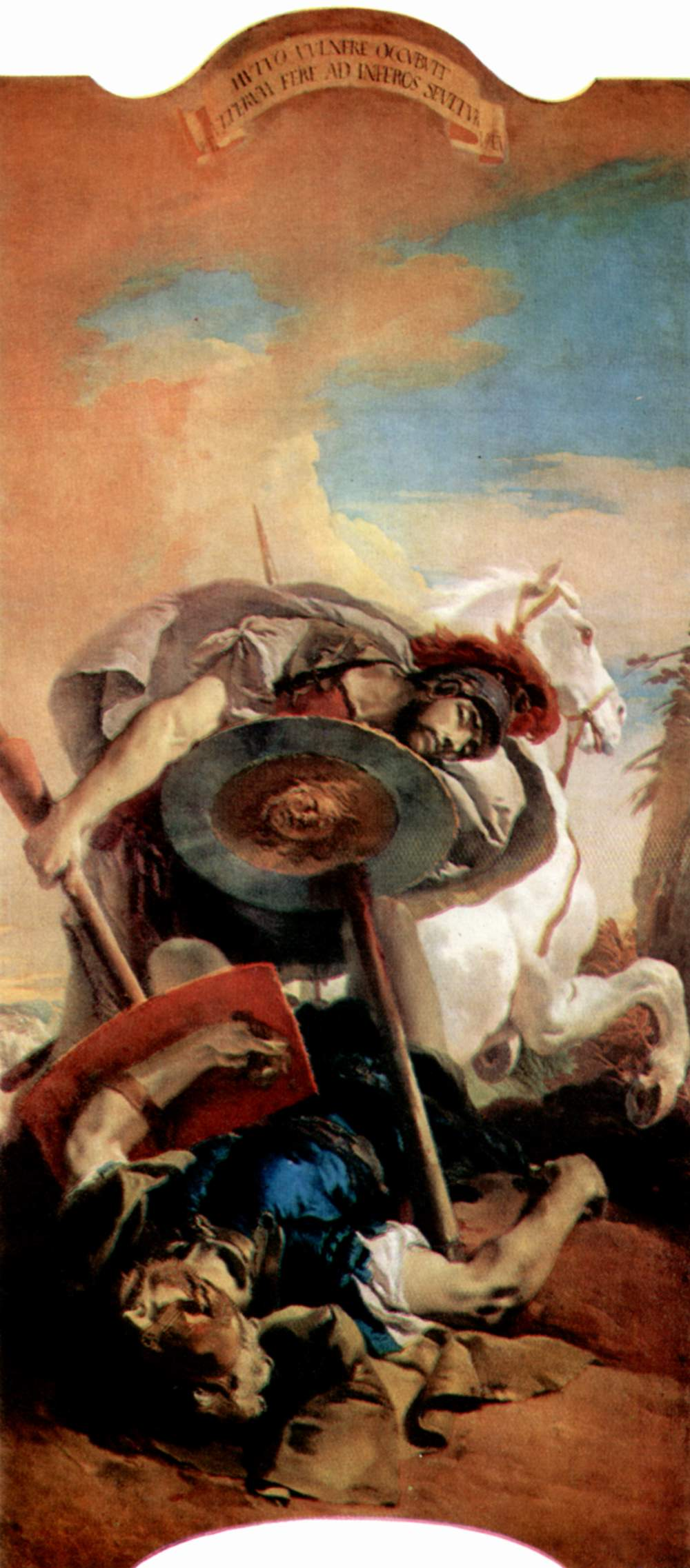
Etéocles y Polinices, por Giovanni Battista Tiepolo (1725–30).

En la mitología griega Etéocles o Eteocles (en griego antiguo: Ἐτεοκλῆς) era un rey de Tebas, hijo de Edipo y hermano de Polinices, con quien disputaba el reino paterno.
Según la versión de la tragedia, Edipo se casó con su propia madre, llamada Yocasta o Epicasta, y engendró con ella dos hijos, Polinices y Etéocles, y también dos hijas, Antígona e Ismene. La Odisea dice que Epicasta tomó en matrimonio a su hijo sin saberlo y, presa de la culpabilidad al descubrirlo terminó ahorcándose; en esta versión no se menciona a ningún descendiente. Edipo se habría casado entonces con Euriganea, hija de Hiperfante, y fue Eriganea la madre de Etéocles y sus hermanos. Hijo de Etéocles fue, al menos, Laodamante, quien al quedarse huérfano muy joven fue tutelado por el propio Creonte.
Al conocerse los crímenes de su padre, los dos hermanos varones se negaron a socorrerlo cuando fue desterrado y este les maldijo. Convinieron reinar un año cada uno en Tebas, pero cuando acabó su plazo, Etéocles no quiso ceder el trono a su hermano, por lo que Polinices, Adrasto (rey de Argos) y otros héroes reclutaron un ejército e iniciaron una expedición de conquista conocida como los siete contra Tebas en la que Polinices y Etéocles se dieron muerte mutuamente.
En otra versión se dice que Astimedusa, la segunda esposa de Edipo tras la muerte de Euriganea, acusó a sus dos hijastros, Polinices y Etéocles, de haber intentado forzarla, lo que provocó que Edipo montara en cólera. Esto explica la causa alternativa por la que ambos hermanos provocaron luchas entre ellos por el trono de Tebas.
| Predecesor: Creonte | Reyes de Tebas | Sucesor: Creonte |